# Serie A1 1950/51
Die Saison 1950/51 war die 18. Spielzeit der Serie A1, der höchsten italienischen Eishockeyspielklasse. Meister wurde zum insgesamt zweiten Mal in der Vereinsgeschichte der HC Milan Inter.

## Modus
In der Hauptrunde wurde die Liga in drei Gruppen mit jeweils drei Mannschaften aufgeteilt. Die Erstplatzierten jeder Gruppe qualifizierten sich für die Finalrunde, deren Erstplatzierter Meister wurde. Für einen Sieg erhielt jede Mannschaft zwei Punkte, bei einem Unentschieden gab es einen Punkt und bei einer Niederlage null Punkte.

## Hauptrunde

### Gruppe A
|    | Klub                        |
| -- | --------------------------- |
| 1. | HC Milan Inter              |
| 2. | HC Diavoli Rossoneri Milano |
| 3. | HC Amatori Milano           |

### Gruppe B
- HC Auronzo – HC Ortisei 7:3

Die SG Cortina hatte sich eigentlich für die Finalrunde qualifiziert, musste den Spielbetrieb jedoch aufgrund massiver Schneefälle beenden. Daher spielten die verbliebenen Mannschaften ein Finalspiel um die Teilnahme an der Endrunde.

### Gruppe C
|    | Klub          |
| -- | ------------- |
| 1. | HC Alleghe    |
| 2. | HC Bozen      |
| 3. | Asiago Hockey |

## Finalrunde
|  | HC Milano | 15:0 | HC Alleghe |  |

|  | HC Alleghe | 5:6 | Auronzo |  |

|  | Auronzo | 1:5 | HC Milano |  |

|    | Klub           | Sp | S | U | N | Tore | Punkte |
| -- | -------------- | -- | - | - | - | ---- | ------ |
| 1. | HC Milan Inter | 2  | 2 | 0 | 0 | 20:1 | 4      |
| 2. | Auronzo        | 2  | 1 | 0 | 1 | 7:10 | 2      |
| 3. | HC Alleghe     | 2  | 0 | 0 | 2 | 5:21 | 0      |

Sp = Spiele, S = Siege, U = Unentschieden, N = Niederlagen

## Meistermannschaft
Giancarlo Agazzi – Pete Bessone – Vittorio Bolla – Giancarlo Bucchetti – Giancarlo Bulgheroni – Vincenzo Fardella – Umberto Gerli – Dino Innocenti – Mario Passerini – Giuseppe Zerbi